# Gustavo Bebianno
Gustavo Bebianno Rocha (Río de Janeiro, 18 de enero de 1964-Teresópolis, 14 de marzo de 2020) fue un abogado brasileño que se desempeñó como secretario general de la Presidencia de la República en el Gobierno de Jair Bolsonaro entre 2018-2019.

## Biografía
Comenzó a estudiar derecho en la Pontificia Universidad Católica de Río de Janeiro (PUC-Rio), pero se retiró en 1990. Ese mismo año, se trasladó a Miami para dar clases de jiu-jitsu brasileño después de alcanzar el cinturón negro. Cuatro años más tarde, regresó a Río para terminar sus estudios.
En 2014, ofreció sus servicios como abogado al entonces diputado federal Jair Bolsonaro. Sin embargo, su ofrecimiento fue rechazado. Tres años después, en 2017, su ayuda fue aceptada para la campaña presidencial.
Después de afiliarse al Partido Social Liberal en marzo de 2018, fue elegido vicepresidente nacional del partido, convirtiéndose en presidente tras el licenciamiento de Luciano Bivar, presidente y fundador del PSL. El 21 de noviembre de 2018, casi un mes después de la victoria de Bolsonaro en la elección presidencial, fue anunciado como secretario general de la Presidencia, sustituyendo a Ronaldo Fonseca. Fue sustituido en el cargo en febrero de 2019 relacionado con la supuesta irregularidad en las cuentas presentadas a las autoridades electorales por el Partido Social Liberal.
A principios de marzo de 2020 fue elegido por el Partido de la Social Democracia Brasileña como precandidato a las elecciones a la Alcaldía de Río de Janeiro previstas este mismo año.

### Fallecimiento
Falleció a los cincuenta y seis años en Teresópolis, estado de Río de Janeiro, la madrugada del 14 de marzo de 2020 tras sufrir un infarto en su finca de la ciudad de Teresópolis. Fue trasladado al hospital donde falleció.